# Olof Bidenius Renhorn
Olof Bidenius Renhorn, född 1706 i Härnösand, död 24 juli 1764 i Klara församling, Stockholm, var en svensk borgmästare, riksdagsman och vice talman för borgarståndet.

## Biografi
Olof Bidenius Renhorn var son till prosten Sven Bidenius Renhorn som på fädernet och mödernet härstammade från Bureätten, och Brita Steigman vars far var inspektor för pärlfisket i Västerbotten. 1722 inskrevs han vid Uppsala universitet, och studerade där för Anders Grönwall. Han blev, utan känd examen, tullförvaltare i Strängnäs 1733, överflyttade två år senare till Helsingfors med tjänst där som tullinspektor och där han 1738 blev borgmästare. Efter freden med Ryssland gick borgmästarsysslan 1741 till en annan, och Renhorn blev istället kommissarie i Riksens ständers kontor. 1747 flyttade han med familj till Arboga, där han åter blev borgmästare, och där han tillsammans med Carl Hårleman blev delägare i Sandö glasbruk som grundats av hans släktingar.

## Politisk gärning
Renhorn deltog som representant för borgarståndet i riksdagarna 1738/39–1740/41 och åter igen 1751/52–1760/62. Han ingick vid samtliga riksdagar i sekreta utskottet och var sista riksdagen vice talman för sitt stånd. Inför riksdagen 1740–1741 ingick han i den deputation som under Carl Gustaf Tessin tog fram en ny krigspolitik, vilket låg till grund för att Sverige förklarade krig mot Ryssland (Hattarnas ryska krig), ett krig som Renhorn vältaligt pläderade för. Vid fredsslutet kunde Renhorn inte längre arbeta politiskt, och han blev sedermera vittne till Dalupproret 1743.
Vid kröningsriksdagen 1751 kunde Renhorn åter ägna sig åt politik. Han verkade då, utan framgång, av republikanska skäl för att framställa anklagelser mot kungaparet.
Under Riksdagen 1755–1756 uppstod det våldsamma oroligheter under ett av bondeståndets sammanträden. För att undersöka händelsen samt andra rapporterade fall upprättades en speciell kommission, den så kallade förräderkommissionen, som Renhorn kom att leda med en budget på 300 000 riksdaler. Organisationen svarade inför det sekreta utskottet och anställde spioner, så kallade kunskapare, för att utreda individer och politiska rörelser och organ. Kommissionen skulle senare rikta sin fokus på att förfölja alla som stod upp mot hattarna och sekreta utskottet. Renhorn blev samma år åklagare i ett rannsakningsmål mot företrädare från bondeståndet. I och med detta kom han i ledande ställning mot hovpartiet och dess strävanden, och kom att döma flera personer till döden. Vid de följande riksdagarna verkade Renhorn för att minska adelns privilegier, och för att återgå till ordningen att hälften av alla ämbeten skulle innehas av ofrälse.

## Litterära gärningar
Renhorn verkade litterärt för att införa upplysningstidens idéer till Sverige, och var den förste att översätta Gullivers resor till svenska. Han översatte i samma anda Jöns Eurenius Atlantica Orientalis från latin, skrev polemiska skrifter om borgarklassens ordning, samt Jungfrulära uti en grafskrift.
Efter sina studier i Uppsala var Renhorn mycket bevandrad i statsvetenskap och höll långa anföranden i riksdagen där han bland annat stödde sig på citat av Honoré Gabriel Riqueti de Mirabeau.

## Skrifter (urval)
- Inträdes-tal om borgerlige samhällens skyldigheter, hållit uppå Arboga rådhus den 8. januarii 1747 (Stockholm, 1747)
- Tankar om handtwärkeriernes uphjelpande, och bättre pris på deras tilwärkningar ... (Stockholm, 1752)
- Candidi närmare uplysningar, och fordrade underrättelser af herr Tanklös, angående Fagerö land och Lyckstad (Stockholm, 1752)

## Översättningar
- Jonathan Swift: Capitain Lemuel Gullivers resor (Stockholm, 1744-1745)
- Johannes Jacobi Eurenius: Atlantica orientalis eller Atlands näs, til des rätta belägenhet beskrifwet för många år sedan af mag. Joan. Eurenius ... Nu, tillika med Platonis berättelse därom på swenska (Strengnäs, 1751)